# Дылевская, Изабеля
Изабеля Дылевская-Сьвятовяк (пол. Izabela Dylewska-Światowiak; 16 марта 1968, Новы-Двур-Мазовецки) — польская гребчиха-байдарочница, выступала за сборную Польши в конце 1980-х — середине 1990-х годов. Дважды бронзовая призёрша летних Олимпийских игр, серебряная и бронзовая призёрша чемпионатов мира, двукратная чемпионка Европы, победительница многих регат национального и международного значения.

## Биография
Изабеля Дылевская родилась 16 марта 1968 года в городе Новы-Двур-Мазовецки Мазовецкого воеводства. Активно заниматься греблей на байдарках начала в раннем детстве, проходила подготовку в местном спортивном клубе и позже в одном из каноэ-клубов Познани, тренировалась под руководством тренера Ольгерда Сьвятовяка, за которого впоследствии вышла замуж.
Первого серьёзного успеха на взрослом международном уровне добилась в 1987 году, когда попала в основной состав польской национальной сборной и побывала на Универсиаде в Загребе, откуда привезла награды золотого и бронзового достоинства, выигранные на полукилометровой дистанции среди одиночек и четвёрок соответственно. В том же сезоне выступила на чемпионате мира в немецком Дуйсбурге, где стала серебряной призёршей в одиночках на дистанции 500 метров. Благодаря череде удачных выступлений удостоилась права защищать честь страны на летних Олимпийских играх 1988 года в Сеуле — в зачёте одноместных байдарок завоевала бронзовую медаль, уступив в финале болгарке Ване Гешевой и немке Биргит Шмидт.
В 1989 году на мировом первенстве в болгарском Пловдиве Дылевская выиграла две серебряные медали, в одиночках на полукилометровой и пятикилометровой дистанциях. Будучи в числе лидеров гребной команды Польши, благополучно прошла квалификацию на Олимпийские игры 1992 года в Барселоне — в итоге повторила здесь успех четырёхлетней давности, получила бронзу в программе одиночных байдарок — в решающем заезде на финише её обошли та же Биргит Шмидт и представительница Венгрии Рита Кёбан. Также в паре с Эльжбетой Урбаньчик участвовала в программе двухместных экипажей, но показала в финале лишь шестой результат.
На чемпионате мира 1995 года в Дуйсбурге Дылевская добавила в послужной список ещё одну серебряную медаль — на сей раз в двойках на пятистах метрах. Позже отправилась представлять страну на Олимпийских играх 1996 года в Атланте, где в паре с той же Эльжбетой Урбаньчик заняла в финальном заезде двухместных экипажей седьмое место.
После трёх Олимпиад Изабеля Дылевская ещё в течение некоторого времени оставалась в основном составе польской национальной сборной и продолжала принимать участие в крупнейших международных регатах. Так, в 1997 году она дважды одержала победу на чемпионате Европы в Пловдиве, а затем выиграла серебро и бронзу на мировом первенстве в канадском Дартмуте — в двойках на дистанциях 200 и 1000 метров соответственно. Вскоре по окончании этих соревнований приняла решение завершить карьеру профессиональной спортсменки, уступив место в сборной молодым польским гребчихам.
Имеет высшее образование, в 1994 году окончила Университет физической культуры в Познани. Завершив спортивную карьеру, пробовала силы в политике: в период 2002—2006 годов была советником Областного совета Великопольского воеводства от Союза демократических левых сил, несколько раз баллотировалась депутатом в Сейм.